# Olof Wahlberg
Olof Wahlberg, född 1750, död 4 mars 1831 i Gärdslösa på Öland, var en svensk lantmätare och tecknare.
Han var son till bildhuggaren Claes Wahlberg och Anna Elisabeth Brusenius och från 1803 gift med Ingrid Helena Donner. Wahlberg avlade lantmäteriexamen 1785 och efter arbete tillsammans med andra lantmätare utnämndes han till kommissionslantmätare på Öland 1790. Vid sidan av sin tjänst var han verksam som tecknare och avbildade kyrkor, bondstugor och redskap. Hans förmåga att teckna avspeglar sig i de kartor han utförde då han ritade in olika föremål i marginalerna.